# Phoenixhalle (Dortmund)
Die Phoenixhalle, zwischen 2018 und 2022 Warsteiner Music Hall, ist eine ehemalige Industriehalle auf dem Gelände des ehemaligen Stahlwerkes Phoenix-West im Dortmunder Stadtteil Hörde. Die Halle wurde 1905 zunächst als Gasgebläsehalle für die Hochöfen des Stahlwerks errichtet. Seit 2002 steht sie als Teil des Gebäudeensembles „Phoenix-West“ unter Denkmalschutz. Heute wird sie als Ausstellungshalle für die Lichtinstallationen von Phoenix des Lumières genutzt.

## Geschichte
Nach ihrer Nutzung als Gebläsehalle wurde das Gebäude mehrfach umgebaut und diente bis zur Stilllegung der Hochöfen als Reserveteillager.
Im Jahr 2003 wurde die 2200 m² große Halle saniert und anschließend als Ausstellungs- und Veranstaltungshalle genutzt. Im Herbst 2004 wurde der Medienkunstpreis des Landes NRW, der „Nam June Paik Award“, in der Phoenixhalle verliehen. Am 20. Mai 2005 eröffnete in der Phoenixhalle die Dauerausstellung „Das neue Dortmund“. Die Ausstellung erlaubte einen Einblick in den Strukturwandel der Stadt.
Die Halle war von 2003 bis 2010 regelmäßiger Ausstellungsort für Medienkunstausstellungen des Hartware Medienkunstvereins. Größere Ausstellungen waren: „Verstreute Momente der Konzentration“ (2005), „Vom Verschwinden“ (2005), „Glanz & Globalisierung“ (2006), „The Wonderful World of Irational“ (2006), „History Will Repeat Itself“ (2007), „Sie nennen es Realität“ (2007), „Waves“ (2008) und „Anna Kournikova deleted by Memeright trusted System“ (2008). Neben den Ausstellungen fanden in der Halle zahlreiche Veranstaltungen, Filmprogramme, Künstlergespräche und Workshops statt.
Das Unternehmen Four Artists baute die Halle bis 2017 in eine Veranstaltungshalle um. Im Keller der Halle wurde ein Techno-Club eingerichtet, das von Dimitri Hegemann betriebene Tresor.West. Gegen den Bau hatten Anwohner geklagt, da sie eine Lärmbelästigung durch Konzerte sowie die an- und abreisenden Besucher fürchten. Diese Klage wurde zwischenzeitlich zurückgezogen. Das erste Konzert in der Halle fand am 16. November 2017 statt. Die Berliner Band SDP spielte ein mit 3600 Besuchern ausverkauftes Konzert in der Halle. Der Rapper Weekend spielte als Vorband und war somit der erste Act überhaupt in der Phoenixhalle.
Das offizielle Eröffnungskonzert bestritten die Fantastischen Vier am 27. April 2018, sie waren auch gleichzeitig Mitbetreiber der Halle. Ab diesem Zeitpunkt hieß die Halle offiziell Warsteiner Music Hall. Es fanden in der Halle unter anderem Konzerte von Mando Diao, Kontra K, Fritz Kalkbrenner, Milky Chance, Feine Sahne Fischfilet, Marteria und Wanda statt.
2018 kaufte die Walas Deutschland GmbH die 56.000 m² große Brachfläche von der Stadt Dortmund um auf dem Gelände mit den beiden Hochöfen mit Nebengebäuden, einem Winderhitzer, zahlreichen Rohrsysteme, dem Wasserturm, dem Gasometer und der Phoenix-Halle ein Kultur-, Freizeit- und Dienstleistungszentrum zu errichten. Als diese Pläne scheiterten und die Gebäude weiter verfielen, kaufte die Stadt Dortmund das gesamte Areal von Walas 2022 wieder zurück.
Geplante Konzerte und Veranstaltungen mussten auf Grund der COVID-19-Pandemie in Deutschland abgesagt werden. Die Stadt Dortmund nutzte ab 2021 bis 2022 die Halle als Impfzentrum für Dortmund. Anschließend diente das Gebäude im Frühjahr 2022 kurzfristig als Notunterkunft für geflüchtete Menschen aus der Ukraine.

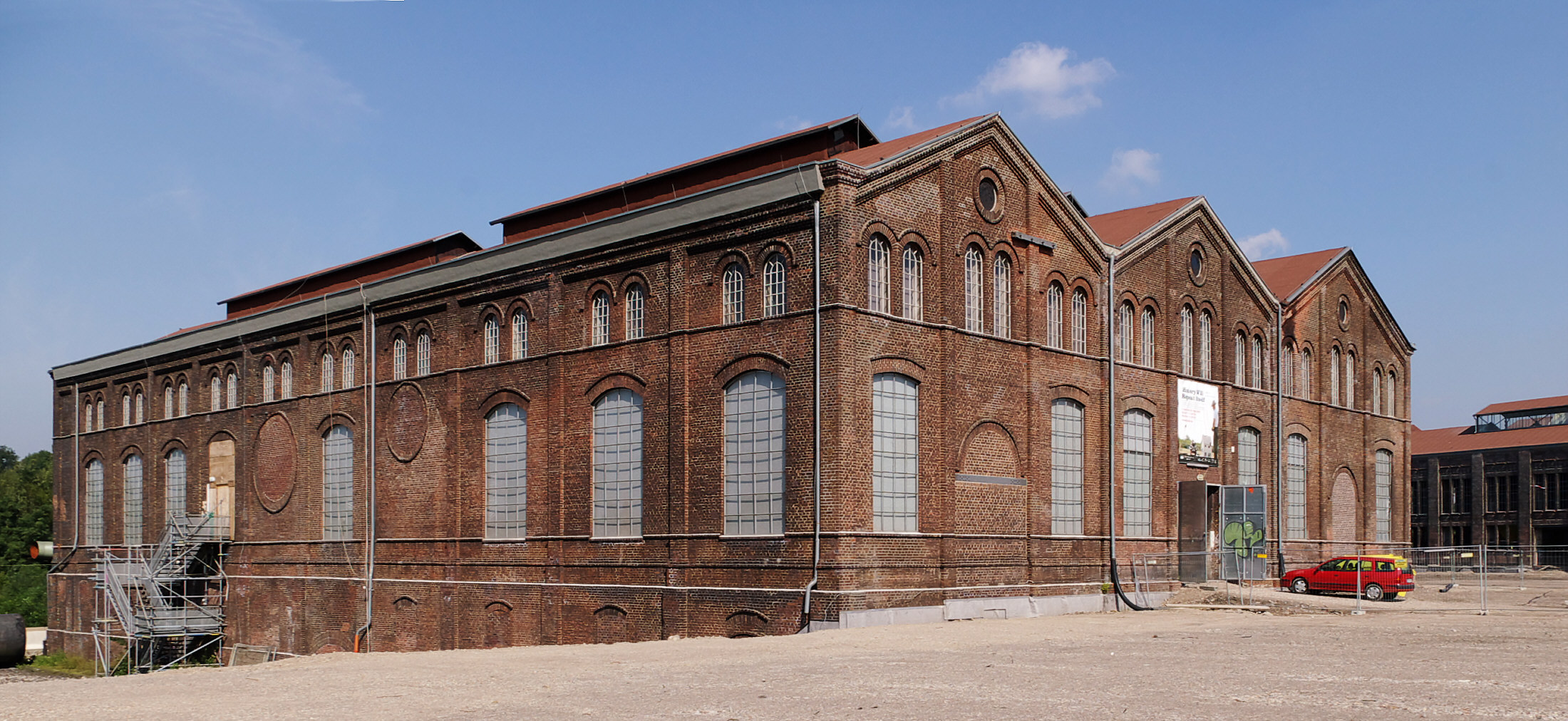
Vor dem Umbau zur Warsteiner Music Hall
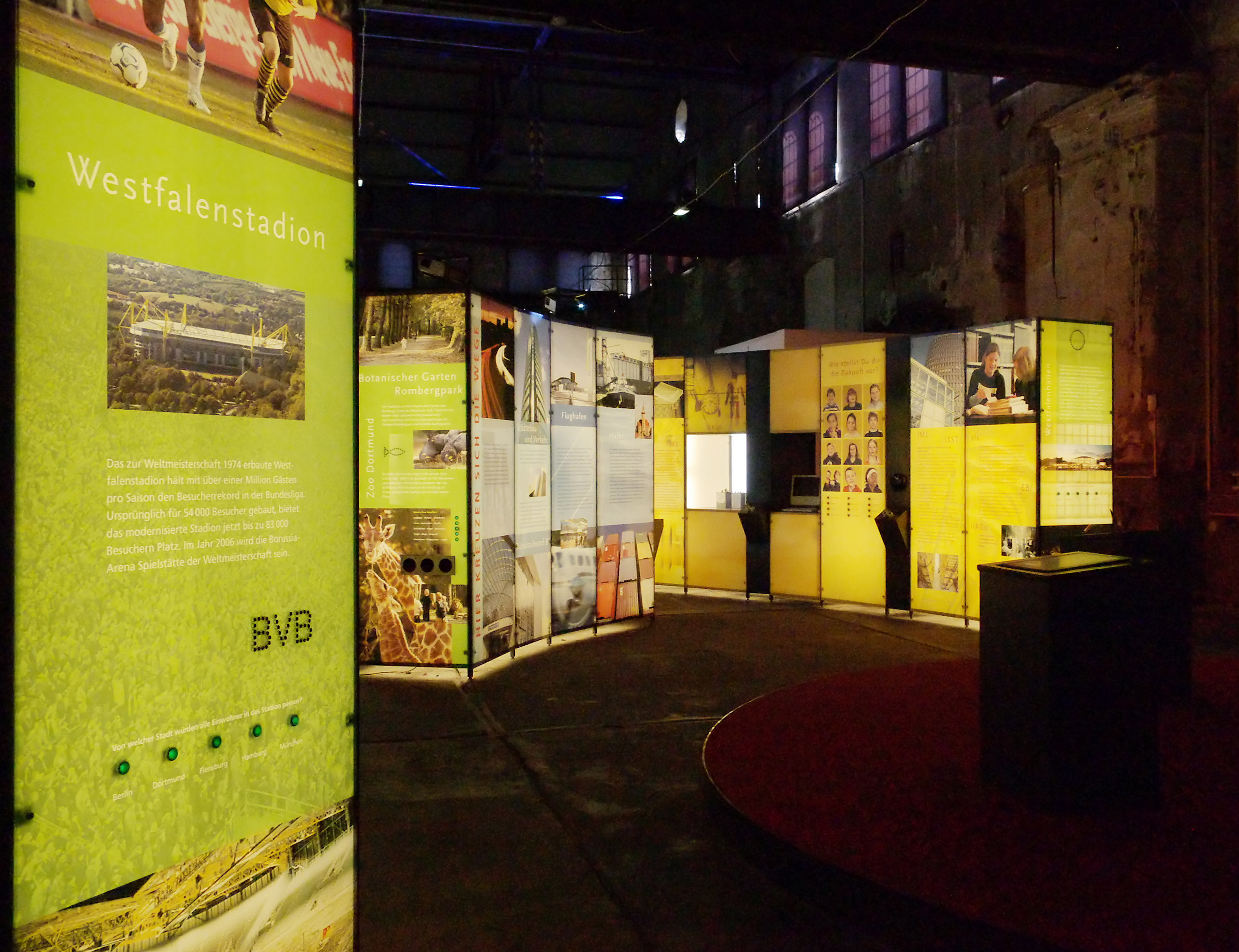
Ausstellung in der Halle im Jahr 2007
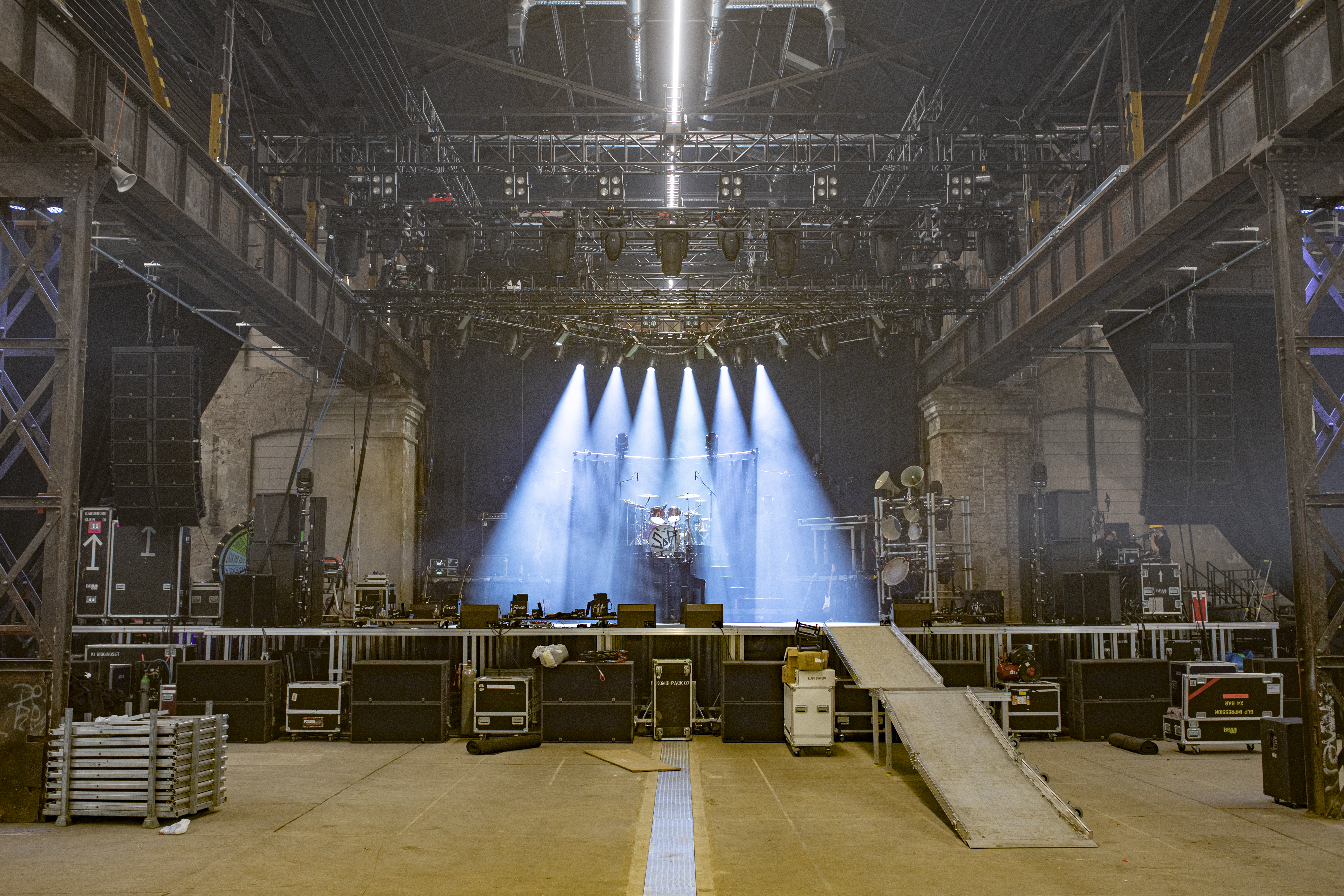
Bühne während eines Konzertaufbaus (2017)
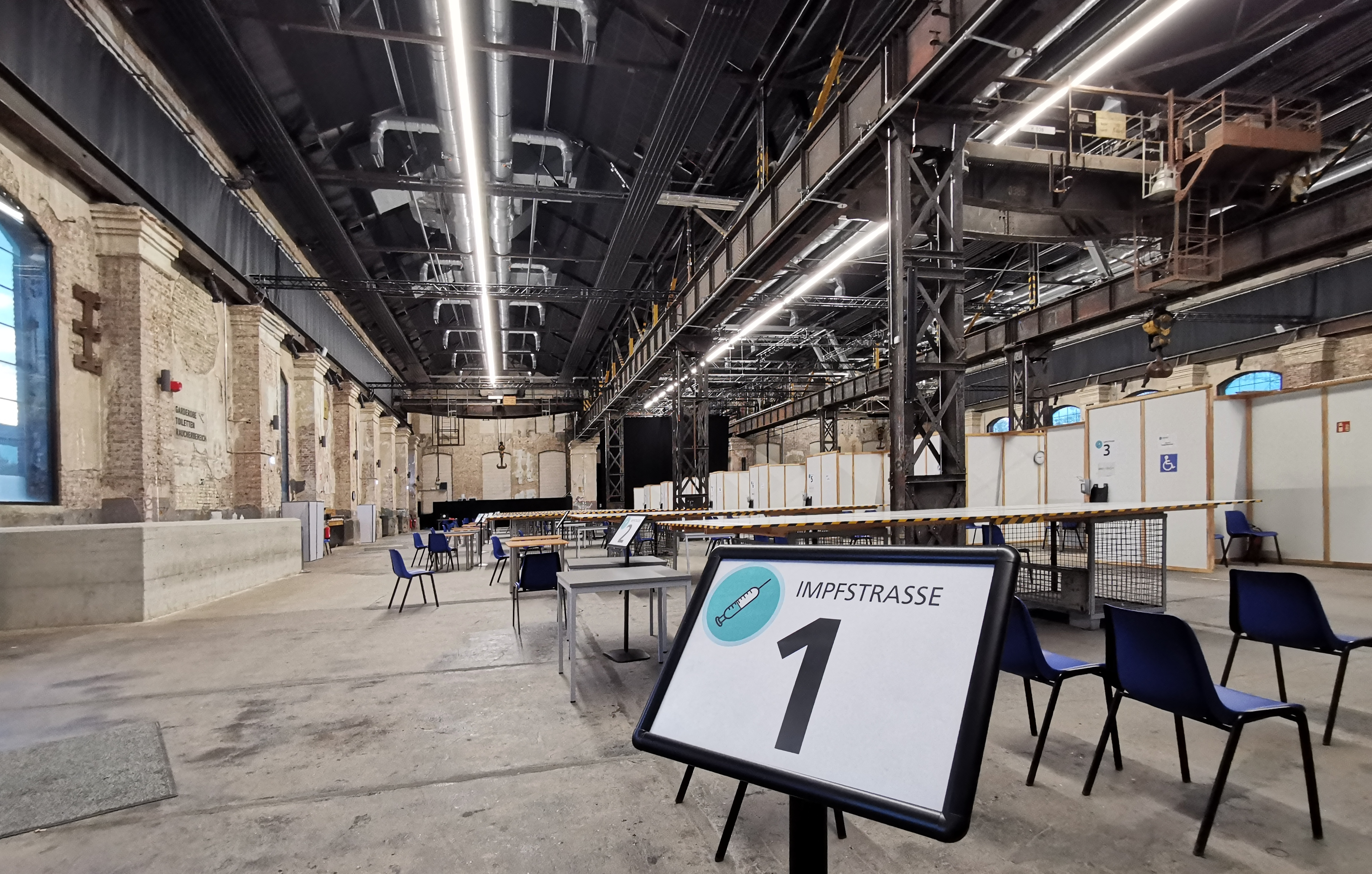
Impfstraße während der Covid-19-Pandemie (2021)

## Heutige Nutzung
Seit 2023 wird die Halle von der Firma Culturspaces betrieben, einem Spezialisten für digitale Kunst, die in der Halle unter dem Namen Phoenix des Lumières wechselnde Ausstellungen zeigt. Bislang waren unter anderem Friedensreich Hundertwasser, Gustav Klimt, Antoni Gaudí und Salvador Dalí Themen der Installationen in digitaler Form. Wände und Boden bilden durch die darauf projizierten bewegten Bilder ein Cave Automatic Virtual Environment.

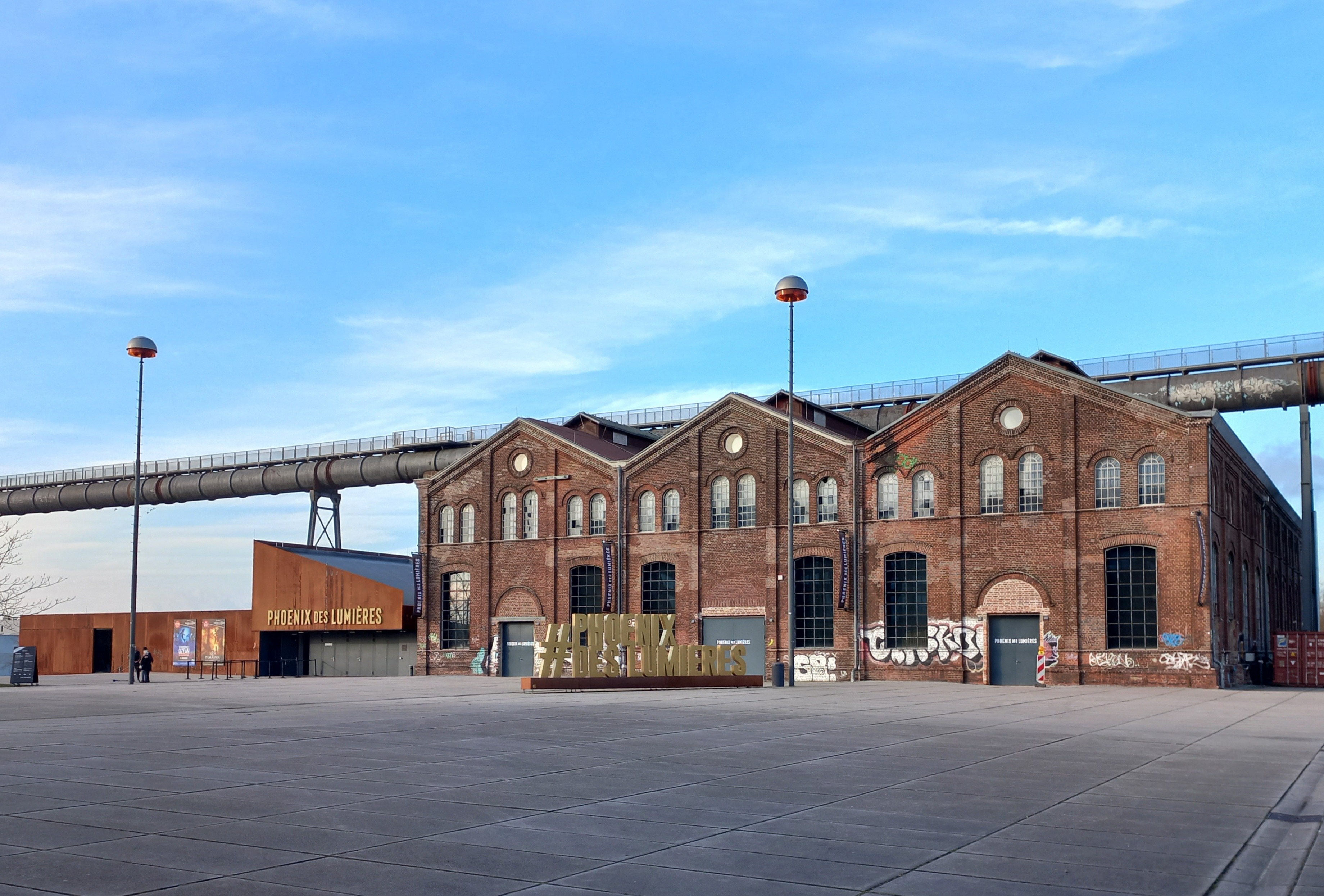
Phoenixhalle (2025)
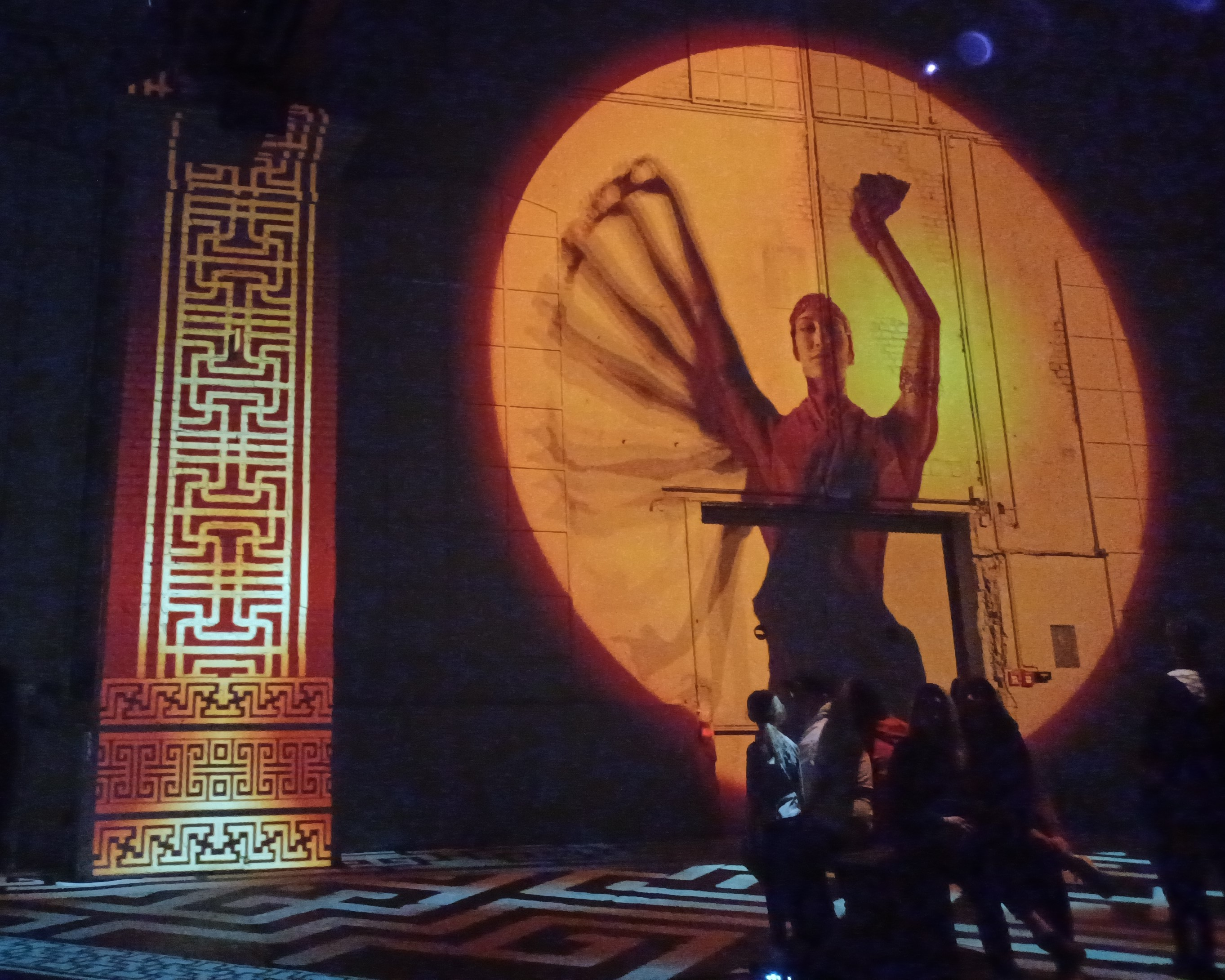
Phoenix des Lumières (2024)
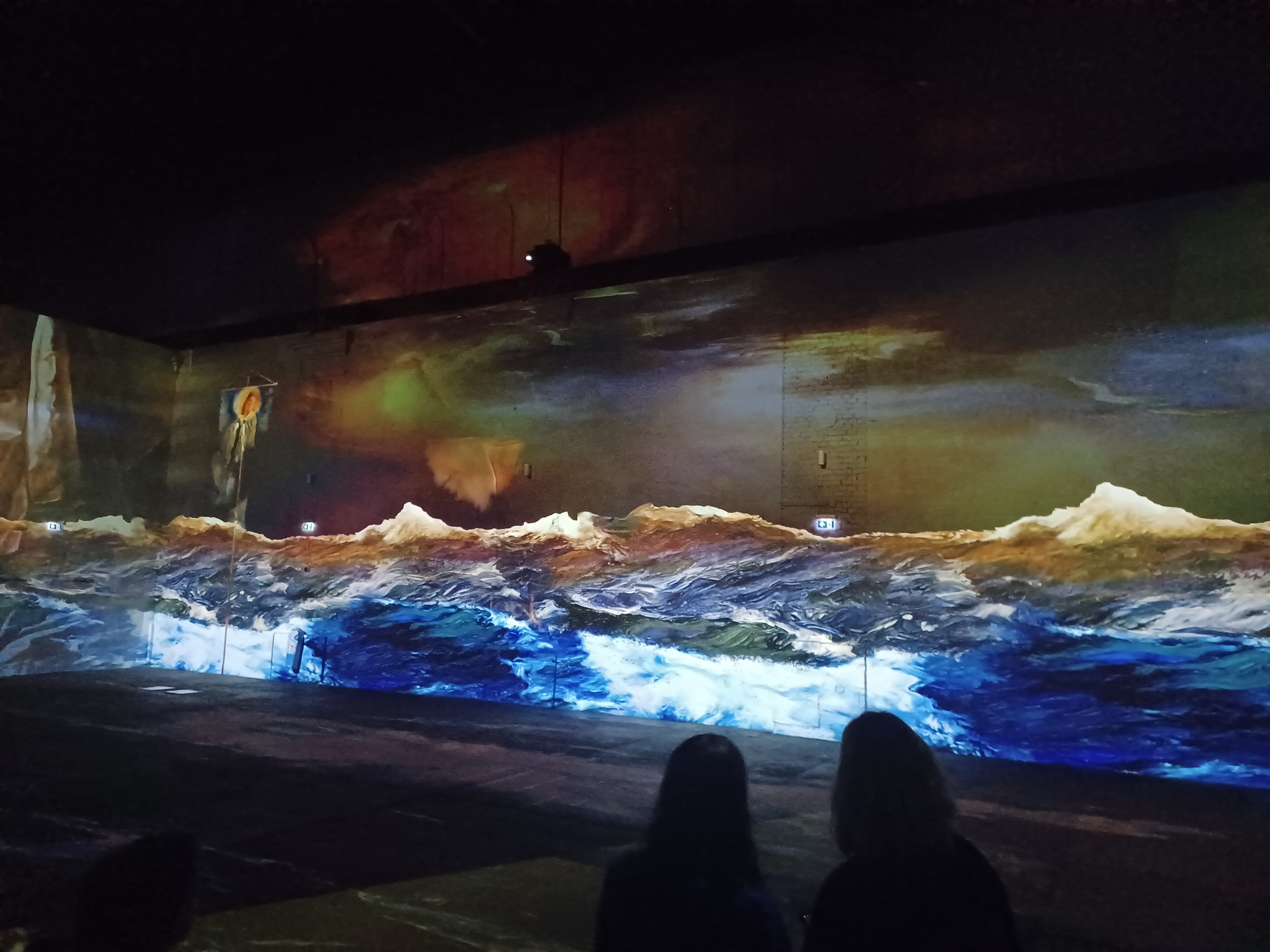
(2024)
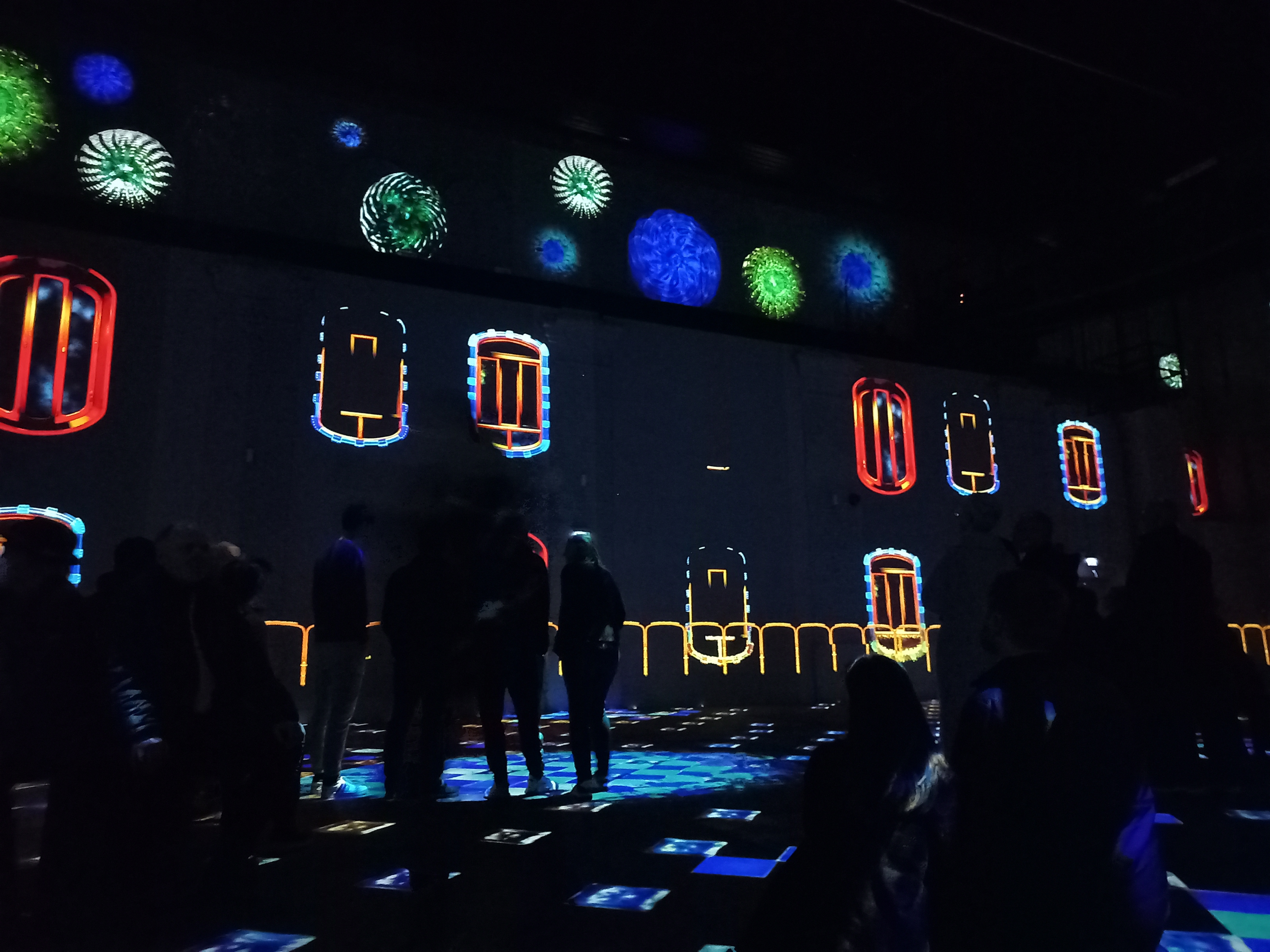
(2024)
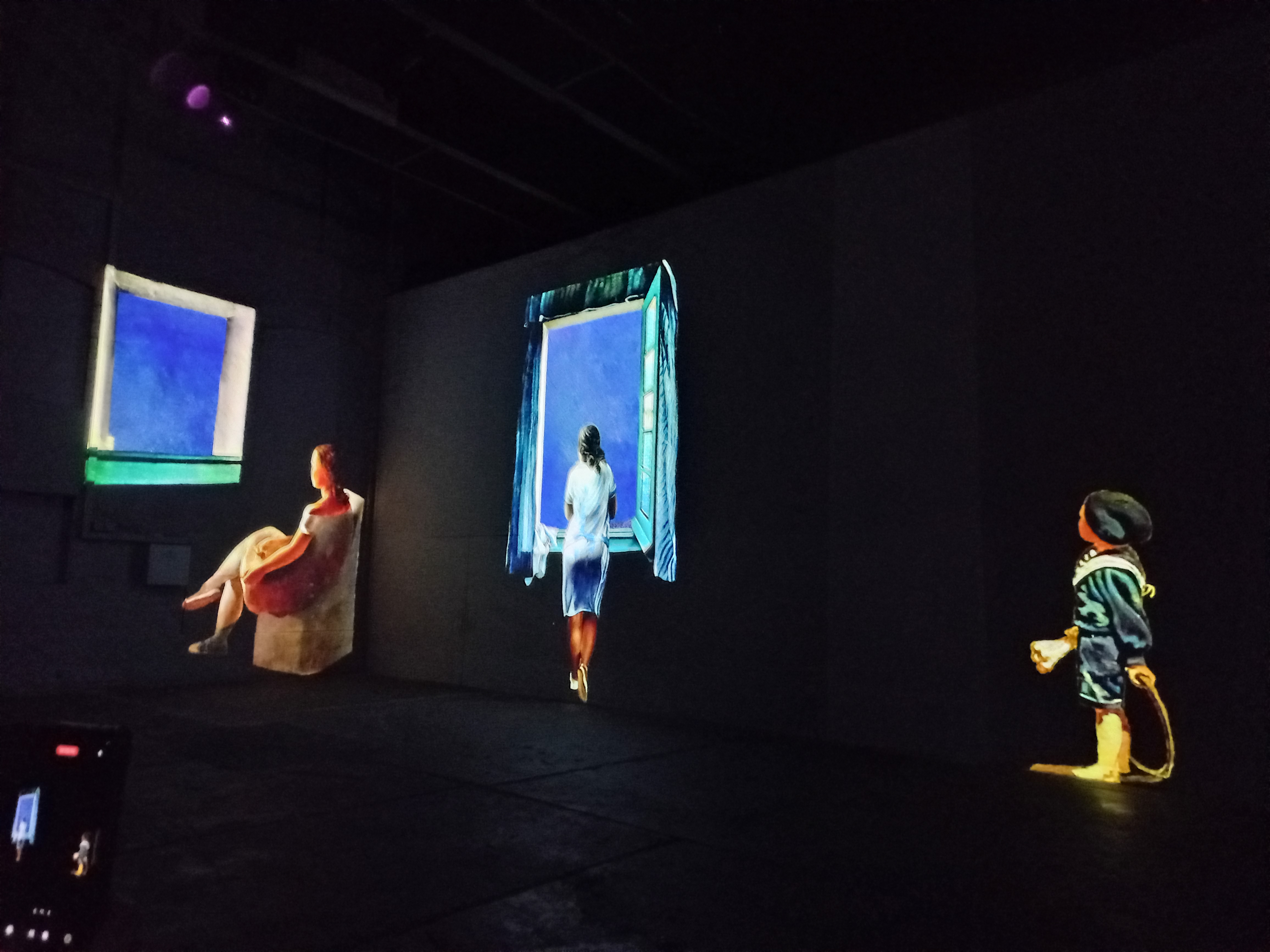
(2024)